# Font terciària
Una font terciària és una selecció i compilació de fonts primàries (material de primera mà relatiu a un fenomen) i secundàries (comentaris, anàlisi i crítiques basades en fonts primàries) que permeten apropar-se a un camp del coneixement, com per exemple un llibre de text o manual introductori. Poden ser guies físiques o virtuals i formen part de la col·lecció de referència de la biblioteca. Un dels seus objectius és facilitar el control i l’accés a tota gamma de repertoris de referència.
El terme de font terciària va perdent acceptació, a favor del de font secundària refosa.
Es tracta d’aquelles fonts secundàries que s'han refós amb altres, com és el cas de les bibliografies de bibliografies i els repertoris. El seu contingut es pren d'altres documents secundaris.
Hi ha autors que també inclouen en aquest grup els documents que són el resultat d’un procés d’elaboració, com ho són les estadístiques o les enquestes.
Mentre que la distinció entre la font primària i font secundària és essencial en la historiografia, la distinció entre les fonts d’evidència i les fonts terciàries és més superficial.
Sovint la distinció entre font secundària i terciària depèn del lloc de publicació o ús que se'n faci. Per exemple, una tesi doctoral recopila molta informació de diverses fonts primàries i secundàries, però no se sol considerar font terciària, per l'ús relacionat amb la recerca. D'altra banda una enciclopèdia acostuma a ser una font secundària però una escolar se sol considerar font terciària, igual que els llibres de curiositats o fets destacats.
La utilització d’aquest tipus de font té una sèrie d'avantatges, com per exemple el fet de recopilar fonts especialitzades. També posseeix desavantatges com ara bé la desactualització.
En general, totes les fonts d’informació, siguin del tipus que siguin, són necessàries, ja que la necessitat d’informació forma part de la vida diària. Tanmateix, els ciutadans esperen que la biblioteca els proporcioni la informació de qualitat que ells no poden o no saben trobar.

## Exemples
Exemples típics de fonts terciàries són les bibliografies, catàlegs de biblioteca, directoris, llistes de lectures i articles sobre enquestes. Les enciclopèdies i els llibres de text són exemples de peces que recullen tant fonts secundàries i terciàries, donant per una banda comentaris i anàlisi i per l’altre tractant de proporcionar una visió resumida del material disponible sobre la matèria. Per exemple, els llargs articles de l'enciclopèdia Britànica constitueixen la classe de material analític de les fonts secundàries, mentre que també tracten de proporcionar una cobertura completa associada a les fonts terciàries.
Altres fonts terciàries són els compendis, les guies turístiques o algunes ressenyes.